# Coluche
Coluche, vlastním jménem Michel Gérard Joseph Colucci, (28. října 1944 14. pařížský obvod – 19. června 1986 Opio) byl francouzský herec, komik a humanitární aktivista.

## Životopis
Pseudonym „Coluche“ přijal ve 26 letech, na prahu své herecké kariéry. Proslul především vystupováním v televizi, prolomil svým humorem řadu tabu, především co do užívání vulgarismů.
Roku 1981 kandidoval na francouzského prezidenta, především z recesistických důvodů. Výzkumy však začaly ukazovat, že má naději na úspěch (výzkum pro Le Journal du Dimanche mu přisoudil 16procentní podporu), načež z voleb odstoupil, s náznaky, že mu bylo vyhrožováno.
V roce 1984 získal Césara za nejlepší herecký výkon, a to nečekaně v dramatické roli, již ztvárnil ve filmu Tchao Pantin režiséra Clauda Berriho.
Zemřel po nehodě na motocyklu.
Mezinárodně nebyl tak známý jako jiní francouzští komici, jeho popularita ve Francii však byla zcela mimořádná, čehož důkazem je 5. místo, které obsadil v televizní anketě Největší Francouz (neboli v mutaci britské Great Britons) roku 2005. Kromě hereckých schopností k tomuto umístění přispěl zejména jeho humanitární projekt Les Restaurants du cœur, který založil roku 1985 (několik měsíců před svou smrtí) a který zajišťuje jídlo zdarma chudým a lidem bez domova.